# Петровка (Ульяновск)
Петровка — исчезнувшее село Чердаклинского района Ульяновской области РСФСР, существовавшее до 1955 года. Затоплено Куйбышевским водохранилищем. С 2004 года на территории Заволжского района Ульяновского городского округа.

## География
Село располагалось по левому берегу реки Волга, восточнее села Большое Пальцино, между селениями Нижняя Часовня и Алексеевка, в 5 км севернее Ульяновска и в 3 км к северо-востоку от Заволжского района Ульяновска, у озера Лебяжье.

## История
Село возникло предположительно в начале XIX века и называлось Топорнинский Выселок, названная по владельцу деревни дворянину Топорнину. 
На 1859 год деревня Петровка (Топорнинский Выселок), по коммерческому тракту из Симбирска в Казань, во 2-м стане Ставропольского уезда Самарской губернии.
После отмены крепостного права в деревне составляло два общества. Крестьяне занимались землепашеством и скотоводством, собирали дары леса, заготавливали в заливных лугах много сена. Рыболовством занимались только для собственных нужд. 
На 1889 год рядом с деревней был хутор княгини Чегодаевой.
В 1897 горду в деревне была открыта школа.
На 1900 год в деревне было две ветряные мельницы.
К 1900 году рядом с деревней была проложена Мелекесская железнодорожная линия. В 1908 году около деревни была открыта ж/д станция «Часовня» (с 1914 г. — «Часовня-Нижняя»).
В 1905-1907 годах жители принимали участие в крестьянских волнениях.
До постройки в 1909 году в слободе Часовня Никольской церкви, прихожане ходили в приход Казанской церкви слободы Канава .
В 1918 году был создан Петровский сельсовет. 
Во времена НЭПа, из-за нехватки земли, частью жителеми села было основано новое поселение Петровские выселки (ныне п. Первомайский).
В 1926 году на смену церковно-приходской школе была создана школа первой ступени. 
К концу 1920-х годов село Петровка, вследствие того, что усадьбы по берегу озера стали обваливаться, одно общество вынуждено было перебраться к Волге, разделившись на две части — «Петровка-1» и «Петровка-2» . В 1930-х гг. в «Петровке-2» основали совхоз Скотовод «Сакко и Ванцетти», а в 1950 году он стал центральной усадьбой. Основное же село тоже разделилось на две части — п. Лебяжий и с. Петровка II, и вошло в состав Алексеевского с/с, куда входили: с. Алексеевка, п. Лебяжий, с. Петровка II, с. Юрьевка.
В 1930-х гг. мимо села Петровка II была проложена ж/д ветка к посёлку Городок, где размещалась база ВМФ № 948 — склад ГСМ № 2030.
В 1931 году в селе был создан колхоз «Новый Труд» Алексеевского сельского Совета. В 1952 году вошёл в состав объединённого колхоза «Новая Жизнь». 
С 1953 года жители села стали переселяться из зоны затопления. Основная часть жильцов, работавшие на машзаводе (ныне Ульяновский патронный завод), в рабочий посёлок Верхняя Часовня  (новый хозяйственный центр), колхозники — в новообразованное село Архангельское (новый хозяйственный центр), посёлок Колхозный (новый хозяйственный центр), посёлок Ленинский (новый хозяйственный центр) и посёлок Октябрьский .
В 1955 году затоплена Куйбышевским водохранилищем.
Административно-территориальная принадлежность
До 1851 года деревня находилась в составе Симбирского уезда Симбирской губернии.
С 1860 года в составе Архангельской волости Ставропольского уезда Самарской губернии.
С 1919 года, ввиду разукрупнения Ставропольского уезда, деревня вошла в состав новообразованного Мелекесского уезда.
6 января 1926 года — в Чердаклинской волости Мелекесского уезда Самарской губернии.
С 14 мая 1928 году — в Мелекесском районе Ульяновского округа Средне-Волжской области.
С 29 октября 1929 года — в Петровском сельсовете Чердаклинского района Средне-Волжского края, с 30 июля 1930 года — Куйбышевского края и с 1936 года — Куйбышевской области, с 19 января 1943 года — Чердаклинского района Ульяновской области.
С 2004 года на территории Заволжского района Ульяновского городского округа.

## Население
- На 1859 год в деревне Петровка (Топорнинский Выселок) в 16 дворах жило: 76 муж. и 83 жен[3].
- На 1889 год в сельце Петровка в 107 дворах жило 587 жителя. Имение дв. М. А. Топорниной[2].
- На 1900 год в деревне в 119 дворах жило: 309 муж. и 304 жен.[6]
- На 1903 год в дер. Петровка жило: 325 м. и 348 ж.[5];
- На 1910 год в деревне в 148 дворах жило: 425 муж. и 415 жен.[16];
- На 1928 год в селе в 182 дворах жило: 502 муж. и 492 жен. (994 чел.)[15];
- На 1930 год в селе Петровка I в 205 дворах жило 899 жителя; в селе Петровка II в 229 дворах жило 1081 жителя[12];

## Известные уроженцы
- Бызов, Алексей Петрович — начальник 1-го Главного управления МГБ СССР, генерал-майор (1945), родился в деревне.